# La Nouaye
La Nouaye is een gemeente in het Franse departement Ille-et-Vilaine (regio Bretagne) en telt 236 inwoners (1999). De plaats maakt deel uit van het arrondissement Rennes.

## Geografie
De oppervlakte van La Nouaye bedraagt 2,8 km², de bevolkingsdichtheid is 84,3 inwoners per km².
De onderstaande kaart toont de ligging van La Nouaye met de belangrijkste infrastructuur en aangrenzende gemeenten.

## Demografie
Onderstaande figuur toont het verloop van het inwonertal (bron: INSEE-tellingen).

1. ↑  Populations de référence 2022.